# 八幡岳 (佐賀県)

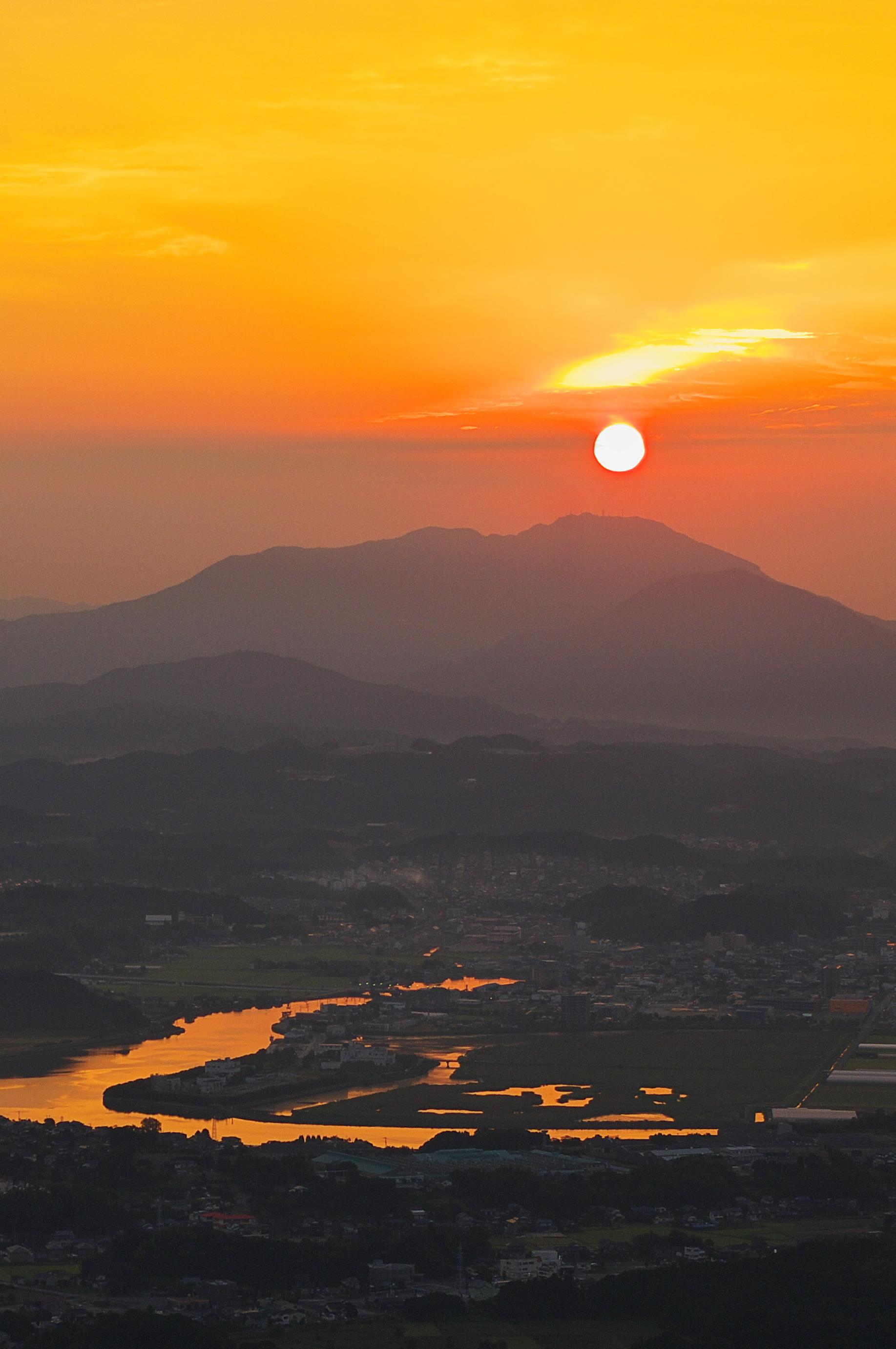
岳の古場公園（伊万里市）から遠望する八幡岳の日の出

八幡岳（はちまんだけ）は、筑紫山地に属する佐賀県の山である。標高763.6メートル。

## 概要
山域は佐賀県唐津市、伊万里市、武雄市、多久市に跨る。周辺は八幡岳県立自然公園となっており、キャンプ場が整備されている。
山体の基部は古第三紀の丘陵、上部はその上に噴出した玄武岩で、断崖が多い。山頂には八幡大菩薩の祠が鎮座し、これが山名の由来となっている。一説には菩薩の石祠を祀ったのは鎮西八郎為朝であるという。
北側中腹の唐津市相知町には、日本の棚田百選に選定されている蕨野の棚田がある。この棚田は国の重要文化的景観にも選定されているが、これは棚田と八幡岳北麓の山林を合わせた景観への評価である。
山頂からは、北に唐津市内や玄界灘、南に多良山系、東に女山（船山）や天山を望むことができる。また山頂には、佐賀県をエリアとするFMラジオ局の親局と、伊万里テレビ中継局の送信所が設けられているほか、消防組合、警察庁、MCA無線システム、電力、電話、県防災行政無線などの業務無線局が多数設置されている。
北側の唐津市相知町平山上から、東の女山との峠を経由し、南西側の武雄市若木町とを結ぶ佐賀県道315号川古平山上線が山腹を横切る。そこに接続する形で佐賀県道323号八幡岳公園線が2ルート（西麓を横切り伊万里市大川町の井手口川ダムに至るルートと、山頂のテレビ中継局・無線局に至るルート）整備されている。

## 県立自然公園
八幡岳県立自然公園は、八幡岳を中心とする山域を指定範囲とする佐賀県の県立自然公園。1970年（昭和45年）指定で、面積8.60km2。登山やハイキングのほか、夏季に運営されるキャンプでの来訪も多い。また、中腹にそそり立つ玄武岩の断崖は、ロッククライミングのスポットになっている。
山頂付近は原野で、初夏にヤマツツジが咲く。北側には県内でも数少ない自然林が広がっている。樹種はケヤキ、イロハモミジ、チドリノキなど種類が多い。南側にはオオキツネノカミソリが分布し、7月ごろ見頃となる。

## 伊万里テレビ中継局・八幡岳FM放送所
- 所在地：佐賀県唐津市相知町平山上字池甲394-89 八幡岳

元は、昭和30年代後半に熊本放送局が難視聴対策で解禁間もないUHFテレビ中継局を置いたのが始まり。ここに昭和40年代にNHK佐賀放送局が当時実験放送段階だったFM放送の送信所を相乗りさせた。県域テレビ放送を前にテレビ中継局も佐賀局に移管され、今に至る。

### 開局年月日
- NHK　1963年12月10日
- STS　1969年4月19日

サガテレビは開局に際し県西部の基幹局として近くに中継局を設け、ここにエフエム佐賀が後に相乗りした。

### デジタルテレビジョン放送
| ID | 放送局名       | 物理チャンネル | 空中線電力 | ERP   | 放送対象地域 | 放送区域内世帯数 |
| -- | -------------- | -------------- | ---------- | ----- | ------------ | ---------------- |
| 1  | NHK 佐賀総合   | 33ch           | 100W       | 1.1kW | 佐賀県       | 10万4382世帯     |
| 2  | NHK 佐賀教育   | 25ch           | 100W       | 1.1kW | 全国放送     | 10万4382世帯     |
| 3  | STS サガテレビ | 44ch           | 100W       | 1.9kW | 佐賀県       | 10万4382世帯     |

- 全局2006年（平成18年）12月1日放送開始。開始当初の空中線電力は10Wで放送区域内世帯数4万0317世帯であったが、2007年（平成19年）1月25日に100Wに増力され放送区域内世帯数10万4382世帯となっている。

### FMラジオ放送
| 周波数 （MHz） | 放送局名         | コールサイン等 | 空中線電力 | 実効輻射電力 | 放送対象地域   | 放送区域内世帯数 |
| -------------- | ---------------- | -------------- | ---------- | ------------ | -------------- | ---------------- |
| 77.9           | FMS エフエム佐賀 | JONV-FM        | 500W       | 2.3kW        | 佐賀県         | -                |
| 81.6           | NHK 佐賀FM       | JOSP-FM        | 500W       | 2.1kW        | 佐賀県         | -                |
| 93.5           | NBC 長崎放送     | （NBC佐賀FM）  | 500W       | 930W         | 佐賀県・長崎県 | -                |

- NHK-FMは1965年3月22日に実用化試験局（モノラル）ならび実験局（ステレオ）として運用開始になり、1969年3月1日に本放送を開始した[6]。
- NBC長崎放送はFM補完中継局として2016年9月6日に予備免許が交付され[8]、2017年2月1日に本放送を開始した[9]。

### 廃止

#### アナログテレビジョン放送
廃止日：2011年（平成23年）7月25日0時（放送法による一斉免許失効のため）
| ch    | 放送局名       | 空中線電力 （映像/音声） | ERP （映像/音声） | 放送対象地域 | 放送区域内世帯数 | 放送開始日                   | 放送終了日                  |
| ----- | -------------- | ------------------------ | ----------------- | ------------ | ---------------- | ---------------------------- | --------------------------- |
| 41→37 | STS サガテレビ | 300W/75W                 | 1.6kW/400W        | 佐賀県       | 約7万8200世帯    | 1969年 （昭和44年） 4月18日  | 2011年 （平成23年） 7月24日 |
| 44→27 | NHK 佐賀教育   | 300W/75W                 | 1.65kW/410W       | 全国放送     | 約7万8200世帯    | 1963年 （昭和38年） 12月10日 | 2011年 （平成23年） 7月24日 |
| 51    | NHK 佐賀総合   | 300W/75W                 | 1.75kW/440W       | 佐賀県       | 約7万8200世帯    | 1963年 （昭和38年） 12月10日 | 2011年 （平成23年） 7月24日 |

- 日の隈山に親局が開局する前は、実質的な佐賀県の親局として使われていた。
- テレビデジタル化に際し実施に必要なチャンネルを確保するため、NHK総合以外は“アナアナ変換”が実施された。44chはサガテレビが、41chは佐賀県内でも広く見られていたRKK熊本放送が、それぞれデジタル放送用に使用した。